# United States of Eurasia
"United States of Eurasia" (também conhecida como "United States" e abreviado "USoE" ou "USE") é uma canção da banda inglesa de rock alternativo Muse que faz parte do quinto álbum da banda, intitulado The Resistance. A música foi liberada para download digital em 21 de julho 2009 e foi seguido por uma sonata de piano chamada "Collateral Damage", baseada na Nocturne em mi bemol maior, Op.9 No.2 por Frédéric Chopin.

## Produção, composição e lançamento
"United States of Eurasia" foi o primeiro título confirmado do novo CD The Resistance e depois foi divulgado no twitter da banda. Em 3 de julho as faixas do álbum foram reveladas ao público, com "United States of Eurasia" como faixa 4 entre as músicas "Undisclosed Desires" e "Guiding Light".
A música foi então oficialmente pré-lançada em agosto pela revista Mojo, e o guitarrista e vocalista da banda, Matthew Bellamy, disse que a música foi inspirada no livro "The Grand Chessboard: American Primacy and Its Geostrategic Imperatives" por Zbigniew Brzezinski e fala "Brzezinski tem um ponto de vista sobre a população da Eurásia, Europa, Ásia e Oriente médio em geral, que precisa ser controlada pela América a fim de proteger seu suprimento de petróleo."
A canção foi bem recebida pelos fãs e pelos criticos. A revista NME publicou uma entrevista de pré-lançamento e disse que essa música era a melhor do álbum.